# Condoleezza Rice

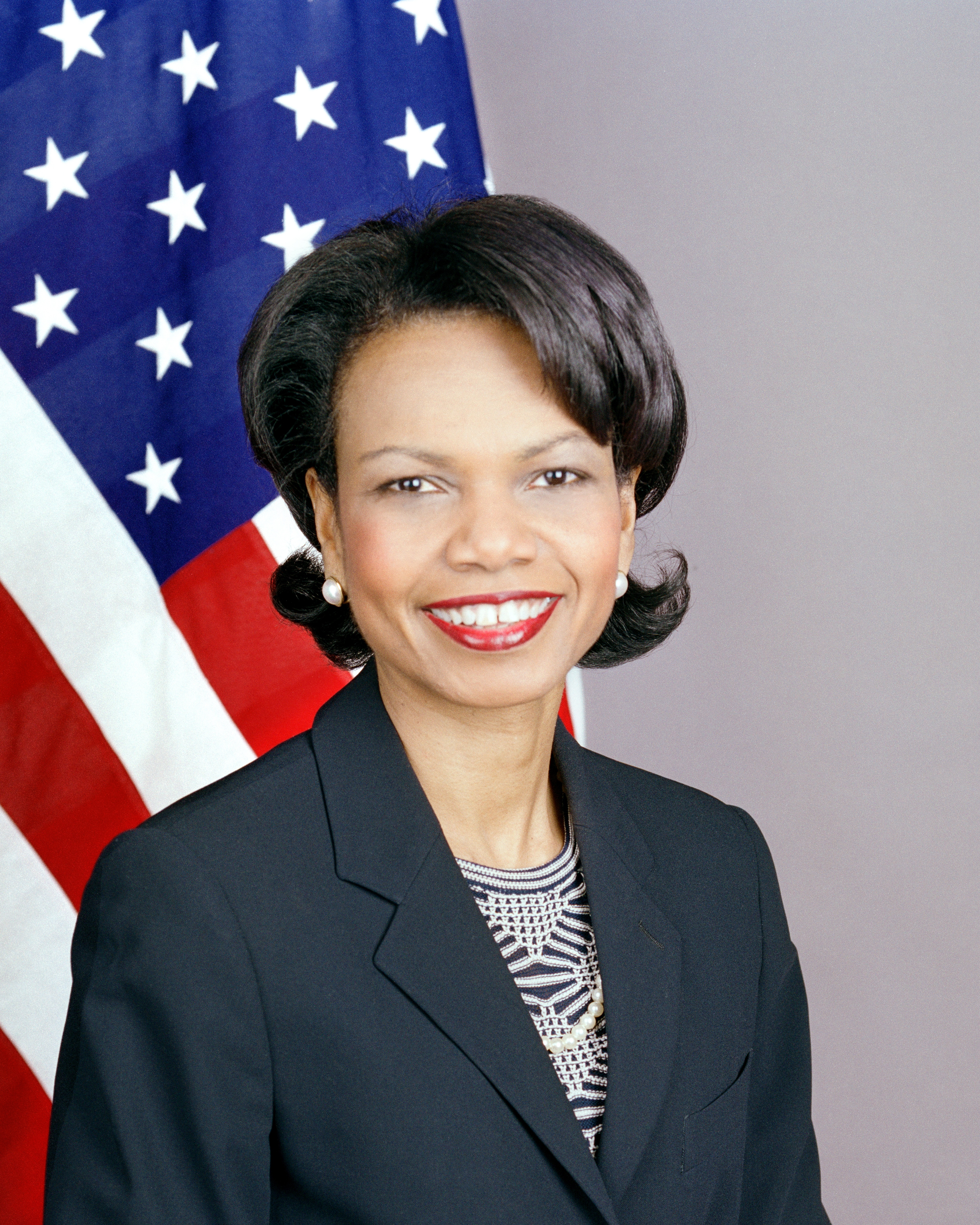
Condoleezza Rice (2005)

Condoleezza „Condi“ Rice (* 14. November 1954 in Birmingham, Alabama) ist eine US-amerikanische Politikerin der Republikanischen Partei. Von 2001 bis 2005 war sie Nationale Sicherheitsberaterin unter George W. Bush und von 2005 bis 2009 in dessen Regierung Außenministerin als erste afroamerikanische Frau in diesem Amt.

## Leben

### Herkunft
Rice wurde als Tochter eines presbyterianischen Pastors und einer Musiklehrerin in Birmingham (Alabama) geboren, als dort noch die Rassengesetze galten. Der Name „Condoleezza“ ist von der musikalischen Anweisung „con dolcezza“ abgeleitet (italienisch, „mit lieblichem Vortrag“). Hier wuchs Condoleezza Rice auf und lernte Eiskunstlauf und Klavierspielen. Sie konnte nach eigener Aussage früher Noten lesen als Schrift und wurde mit zehn Jahren eine der ersten afroamerikanischen Schülerinnen des Birmingham Southern Conservatory of Music in Birmingham. Familie Rice war auch mit der Familie Colin Powells befreundet.
Am 15. September 1963 verübten weiße Rassisten vom Ku-Klux-Klan in der Baptistenkirche der 16. Straße einen Bombenanschlag. Vier Mädchen, darunter eine Freundin von Rice, starben.

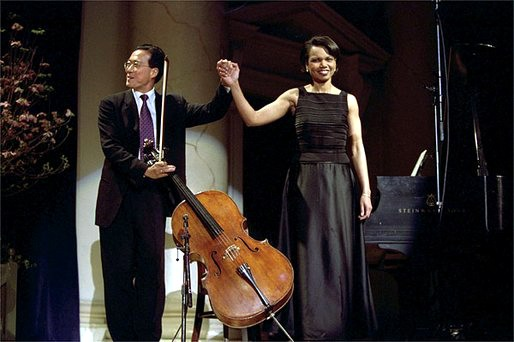
Rice mit dem Cellisten Yo-Yo Ma in Washington, D.C., 2002

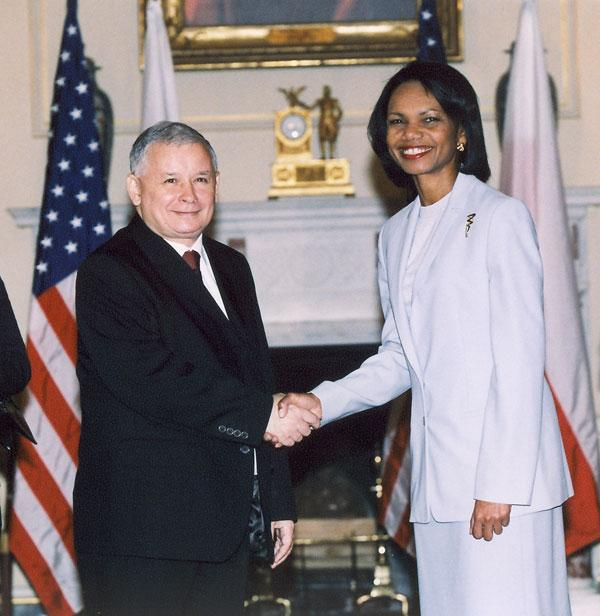
C. Rice im Jahr 2006 mit dem damaligen polnischen Ministerpräsidenten Jarosław Kaczyński

Nach dem Umzug der Familie nach Denver gewann sie dort mehrere Musikwettbewerbe. Mit 16 Jahren – sie hatte zwei Klassen übersprungen – ging sie an die University of Denver, zunächst mit dem Ziel, Musik zu studieren und Konzertpianistin zu werden. Sie entschied jedoch nach zwei Jahren, dass ihr Talent nicht für eine große Karriere reiche. Sie wechselte das Studienfach und machte 1974 ihren Bachelor in Politikwissenschaften cum laude. Sie war Mitglied der studentischen Ehrenverbindung (academic honor society) Phi Beta Kappa.

### Politische Karriere
Ihr Interesse an Außenpolitik resultierte aus der Begegnung mit dem aus der Tschechoslowakei stammenden Professor Josef Korbel, Vater der späteren US-Außenministerin Madeleine Albright. 1975 folgte der Master an der University of Notre Dame in South Bend (Indiana) und 1981 die Promotion an der University of Denver. Von 1993 bis 1999 war Rice Provost der Stanford University.
Sie war unter anderem von 1991 bis 2000 Mitglied im Direktorium des Ölkonzerns Chevron Corporation, dort zuständig für die Standorte Kasachstan und Pakistan. Nach ihr wurde der Öltanker „Condoleezza Rice“ benannt, der 2001 in „Altair Voyager“ umbenannt wurde. 1991 bis 1997 arbeitete sie für die RAND Corporation. 1997 wurde sie in die American Academy of Arts and Sciences gewählt.
Weitere Stationen ihrer Karriere waren u. a. Tätigkeiten bei der Investment-Firma Charles Schwab Corporation, der William and Flora Hewlett Foundation, einer Stiftung des Hewlett-Packard-Mitbegründers und seiner Frau mit laut eigener Aussage sozialen und umweltschützenden Zielsetzungen, dem Versicherungskonzern Transamerica sowie bei der Investment-Bank J. P. Morgan. Sie gehörte auch längere Zeit dem Board of Governors (Verwaltungsrat) des San Francisco Symphony Orchestra an, dem auch die Ehefrau von Charles Schwab als Life Governor angehört.
Als Beraterin des Präsidenten George H. W. Bush und seines Außenministers James Baker befürwortete sie 1990 die Wiedervereinigung Deutschlands, als diese bei anderen Siegermächten des Zweiten Weltkriegs wie Frankreich und Großbritannien noch auf erhebliche Vorbehalte stieß. Zu dieser Zeit war sie als Russisch sprechende Expertin für die Beziehungen zur Sowjetunion einfaches Mitglied des Nationalen Sicherheitsrates. In der Streitfrage zur Einschätzung des Zerfalls der Sowjetunion plädierten Condoleezza Rice und James Baker zunächst für einen Erhalt der Sowjetunion als staatliches Gebilde. Diesem Rat folgend, rief der Präsident die Ukraine auf, in der Sowjetunion zu bleiben.
In der ersten Amtsperiode der Regierung Bush war sie von 2001 bis 2005 Nationale Sicherheitsberaterin. Im Juli 2001, zwei Monate vor den Anschlägen vom 11. September, wies CIA-Chef George Tenet gemeinsam mit dem Leiter der Anti-Terrorismus-Abteilung der CIA, Cofer Black, sie darauf hin, dass ein Angriff der al-Qaida auf die USA unmittelbar bevorstehe.
Sie war während der ersten Amtsperiode enge Verbündete und wohl wichtigste Beraterin des Präsidenten und machte sich anlässlich der transatlantischen Zerwürfnisse wegen des von den USA und einer „Koalition der Willigen“ ohne Zustimmung des Weltsicherheitsrats begonnenen Irakkrieges durch Sätze wie „Bestraft Frankreich, ignoriert Deutschland und verzeiht Russland“ vor allem in Europa nicht überall Freunde. Unmittelbar vor dem Krieg hatte sie damit argumentiert, der Irak sei im Besitz von Massenvernichtungswaffen.
Bei der Anhörung zu ihrem Amtsantritt verkündete Rice die Nachfolgedoktrin der „Achse des Bösen“, indem sie sechs Staaten zu „Vorposten der Tyrannei“ erklärte. Dieser Ausdruck wurde nicht nur von den Vertretern der betroffenen Staaten, sondern auch von anderen Diplomaten kritisiert.
Ende März 2004 wollte das Weiße Haus verhindern, dass sie vor der 9/11-Kommission aussagt. Am 30. März 2004 gab das Weiße Haus dem öffentlichen Druck nach und ließ eine Aussage zu. Rice nahm vor dem Senatsausschuss zu den schwerwiegenden Vorwürfen des ehemaligen Regierungsberaters Richard Clarke Stellung, der die Regierung bezichtigt hatte, Warnungen monatelang nicht ernst genug genommen zu haben.
Gegen Ende der Regierungszeit von George W. Bush wurde Rice mehrfach als Kandidatin der Republikanischen Partei für die Präsidentschaftswahl in den Vereinigten Staaten 2008 gehandelt, lehnte eine Kandidatur aber ab.

### Nach der politischen Karriere
Seit 2009 lehrt Rice wieder Politikwissenschaft an der Stanford University. Im November 2011 erschienen ihre Memoiren mit dem Titel No Higher Honor. A Memoir of My Years in Washington. Seit 2014 sitzt sie im Verwaltungsrat von Dropbox. Seit Sommer 2022 besitzt Rice eine Minderheitsbeteiligung am NFL-Franchise der Denver Broncos.

### Kontroversen
Heftige Kritik löste im April 2014 die Berufung von Condoleezza Rice in den Dropbox-Verwaltungsrat aus, da sie vor ihrer Zeit als Außenministerin als Nationale Sicherheitsberaterin mitverantwortlich für den Ausbau des staatlichen Überwachungsapparats nach den Terroranschlägen am 11. September 2001 gewesen war. Rice erlaubte US-Regierungsfolter. Sie sagte später, sie schäme sich für ihr Handeln.

### Privates
Nachdem bereits am Anfang der Serie 30 Rock immer wieder eine Affäre zwischen der Serienfigur Jack Donaghy, die von Alec Baldwin gespielt wird, und Condoleezza Rice angedeutet wurde, spielte sich Rice in der am 28. April 2011 ausgestrahlten Folge Everything Sunny All the Time Always selbst als ehemalige Geliebte Donaghys.
Condoleezza Rice ist ledig.

## Veröffentlichungen
- Political Risk: How Businesses and Organizations Can Anticipate Global Insecurity. Twelve, New York 2018, ISBN 978-1-4555-4235-2.
- Democracy: Stories from the Long Road to Freedom. Hachette Book Group, New York NY 2017, ISBN 978-1-4555-4018-1.
- No Higher Honor. A Memoir of My Years in Washington. Crown Publishers, New York NY 2011, ISBN 978-0-307-58786-2.
- The making of soviet strategy. In: Peter Paret (Hrsg.): Makers of Modern Strategy. From Machiavelli to the Nuclear Age. Princeton University Press, Princeton NJ 1986, ISBN 0-691-09235-4, S. 648–676.